# Matthias Claudius

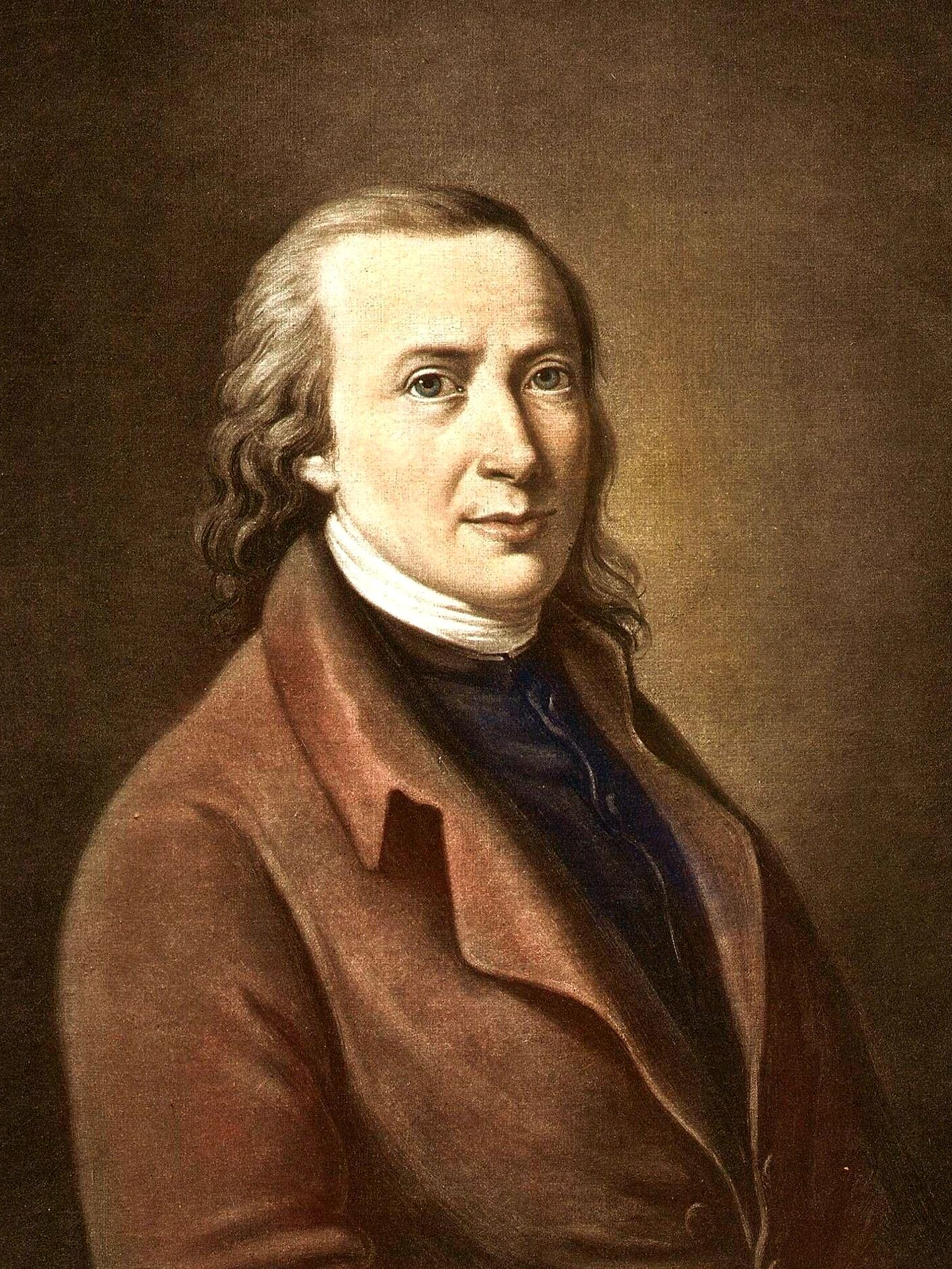
Matthias Claudius; Porträt von Friederike Leisching

Matthias Claudius (Pseudonym Asmus, * 15. August 1740 in Reinfeld (Holstein); † 21. Januar 1815 in Hamburg) war ein deutscher Dichter und Journalist, bekannt als Lyriker mit volksliedhafter, intensiv empfundener Verskunst.

## Leben

### Jugend und Ausbildung

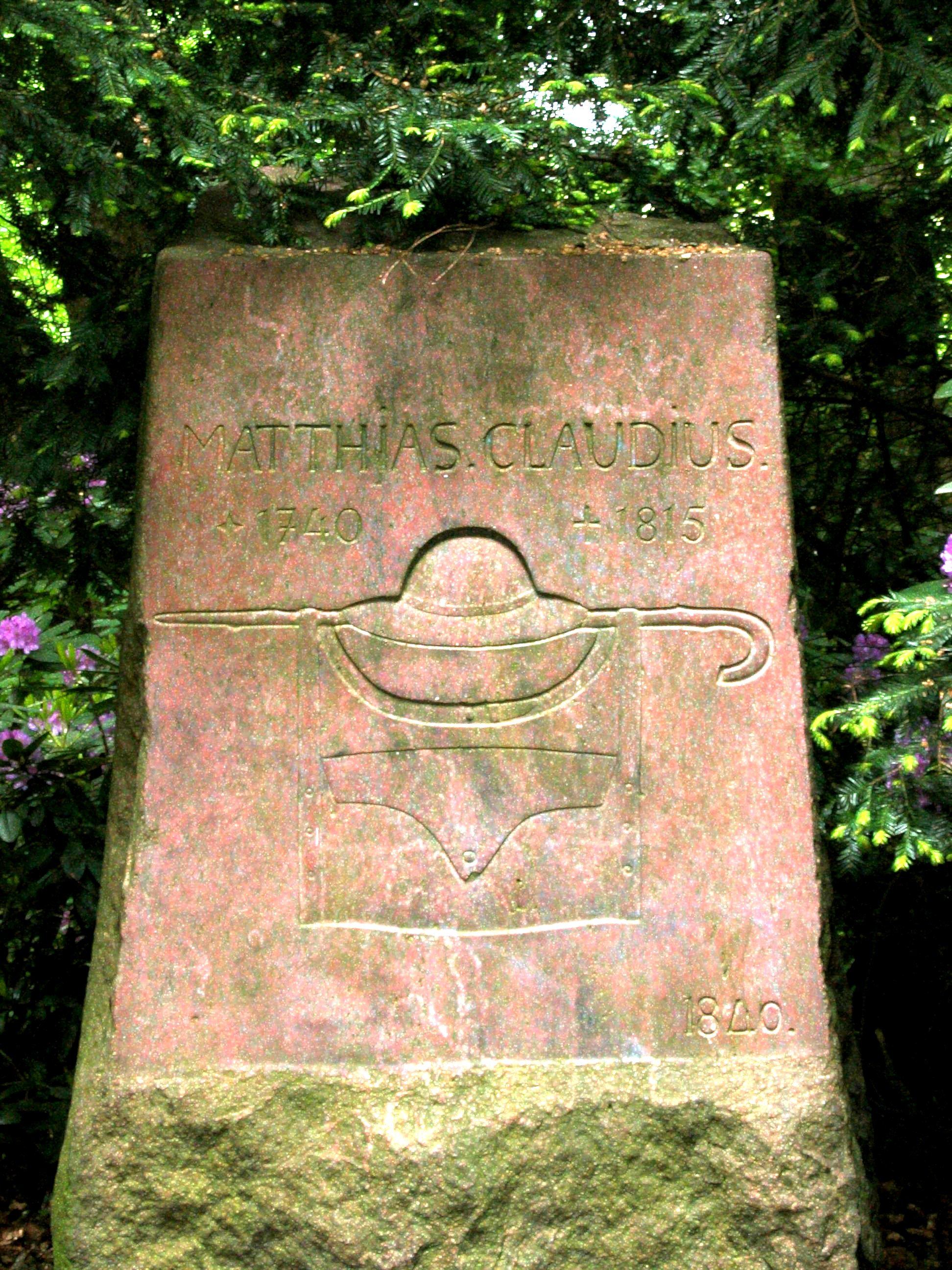
Claudius-Gedenkstein im Wandsbeker Gehölz

Matthias Claudius wurde in einem Pfarrhaus als viertes Kind des Pastors Matthias Claudius (1703–1774) in Reinfeld (Holstein) geboren. Seine Mutter war dessen zweite Ehefrau Maria (1718–1780), geborene Lorck, zweitgeborenes Kind eines Flensburger Ratsherrn. Die Vorfahren seines Vaters waren über hundert Jahre Pastoren in Süderlügum. Der ursprüngliche Familienname „Clausen“ wurde latinisiert und so zu „Claudius“. Über die mütterliche Familie war er mit Theodor Storm und Johannes Brahms verwandt. Zu seinem Vater behielt Matthias Claudius bis zuletzt ein herzliches und dankbares Verhältnis.
1751, als er elf Jahre alt war, starb seine Schwester Lucia Magdalena im Alter von zwei Jahren, wenige Tage später sein Bruder Lorenz im Alter von fünf Jahren, zwei Monate später sein Halbbruder Friedrich Karl aus der ersten Ehe des Vaters. Früh begegnete Matthias Claudius also dem Tod, den er „Freund Hain“ nannte und dem er sogar seine Bücher widmete.
Nach seiner Konfirmation, als er fünfzehn Jahre alt geworden war, besuchte er mit seinem nur ein Jahr älteren Bruder Josias die Lateinschule in Plön. Im April 1759 immatrikulierte er sich, wieder gemeinsam mit Josias, an der Universität Jena zum Studium der Theologie. Unter seinen Lehrern war Johann Georg Walch, der Herausgeber der Schriften Martin Luthers. Fachtheologie lag ihm nicht, und den gesundheitlichen Anforderungen an einen Pfarrer fühlte er sich nicht gewachsen. Er wechselte zur Rechts- und Kameralwissenschaft.
In Jena wurde er Mitglied der Deutschen Gesellschaft, die sich um deutschsprachige Literatur und Dichtung bemühte. Matthias Claudius bewunderte besonders Heinrich Wilhelm von Gerstenberg. Matthias Claudius wagte es nun, kleine Erzählungen und Lieder zu schreiben. Er erkrankte an den Pocken oder Blattern, gesundete jedoch; sein Bruder Josias, der ihn versorgt und gepflegt hatte, starb 1760 an Pocken. Die erste von Matthias Claudius veröffentlichte Schrift war die Traueransprache, die er im Alter von 20 Jahren in Jena für Josias hielt.
Es ist möglich, dass er den Juris Utriusque Baccalaureus machte.
Sein Erstlingswerk, Tändeleyen und Erzählungen (1763), wurde kritisch rezipiert, erlebte dennoch eine zweite Auflage im folgenden Jahr.

### Erste Tätigkeiten
1764/1765 reiste Claudius als Sekretär von Graf Ulrich Adolph von Holstein nach Kopenhagen und lernte dort Friedrich Gottlieb Klopstock kennen, der ihn für seine weitere literarische Karriere prägte. In Kopenhagen sammelten sich damals bedeutende deutsche Gelehrte und Schriftsteller: der Pädagoge Johann Bernhard Basedow (1753–60 Professor für Moral bzw. Theologie an der Ritterakademie in Sorø), der Botaniker Georg Christian Oeder, der Arzt Johann Just von Berger, der Prediger Johann Andreas Cramer und andere. Matthias Claudius verkehrte in dieser Gesellschaft. Anschließend lebte er wieder drei Jahre in Reinfeld.
Von 1768 bis 1770 arbeitete er als Redakteur der von Viktor Ludwig Klopstock, dem Bruder Friedrich Gottliebs, herausgegebenen Hamburgischen-Adreß-Comtoir-Nachrichten in Hamburg und kam so in Kontakt mit den Aufklärern Johann Gottfried Herder und Gotthold Ephraim Lessing. Seine Aufgabe bestand vor allem im Sammeln von Börsenberichten und im Verfassen von Meldungen über ankommende Schiffe.

### Leben und Arbeit

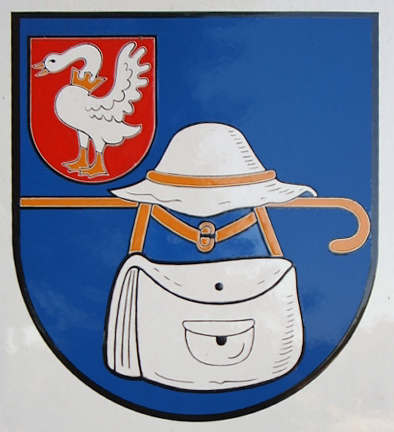
Wandsbeker Wappen

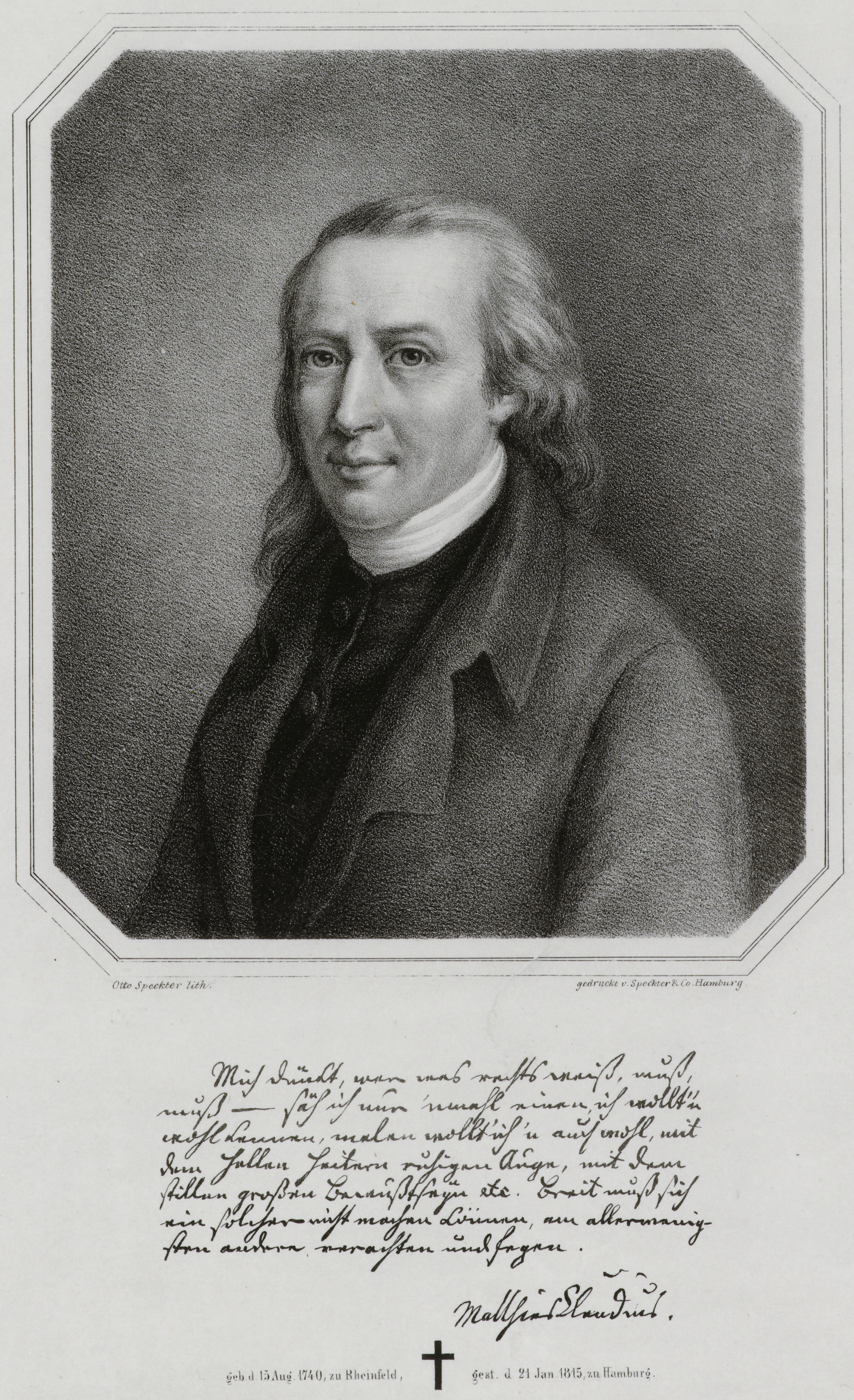
Matthias Claudius, Lithografie von Otto Speckter 1840 nach dem Porträt von Friederike Leisching. Unter dem Bild ein faksimiliertes Autograph Claudius’: Mich dünkt, wer was rechts weiß, muß, muß – säh ich nur ‘nmal einen, ich wollt’ ‘n wohl kennen, malen wollt’ ich ‘n auch wohl, mit dem hellen heitern ruhigen Auge, mit dem stillen großen Bewußtseyn etc. Breit muß sich ein solcher nicht machen können, am allerwenigsten andre verachten und fegen. – Matthias Claudius.

Im Januar 1771 zog Matthias Claudius nach Wandsbeck (bis 1879 mit „ck“ geschrieben) und wurde dort Redakteur der von Heinrich Carl von Schimmelmann initiierten Tages-Zeitung Der Wandsbecker Bothe, die viermal pro Woche erschien. Noch heute finden sich die Insignien eines wandernden Boten (Hut, Stock und Tasche) im Wandsbeker Wappen.
Die Zeitung hatte vier Druckseiten. Drei waren dem politischen Geschehen in Europa gewidmet, eine enthielt „gelehrte Sachen“. Claudius gestaltete den „gelehrten“ Teil auf ganz eigene Art, beispielsweise durch Gedichte und einen fiktiven Briefwechsel des Asmus mit seinem Vetter Andres. Auch konnte er u. a. Friedrich Gottlieb Klopstock, Johann Heinrich Voß, Johann Wilhelm Ludwig Gleim und Johann Georg Jacobi als Autoren gewinnen. Zwar wurde die Zeitung unter ihm in ganz Deutschland bekannt, sie erlangte jedoch keinen finanziellen Erfolg, weshalb sie nur bis 1775 erschien.
In Wandsbeck heiratete Claudius am 15. März 1772 die damals 17-jährige Anna Rebekka Behn (geb. 26. Oktober 1754), Tochter des örtlichen Zimmermanns und Gastwirts Joachim Behn. In sein Tagebuch schrieb er am Hochzeitstag: „Nun habe ich meine drei H: Hof, Heimat, Hausfrau, und wenn das vierte H, der Herr, dabei ist und bleibt, so kann man restlos glücklich sein.“ Das Paar bekam zwölf Kinder, von denen das erstgeborene kurz nach der Geburt starb. Sein Sohn Friedrich Matthias Jacobus Claudius wurde Jurist und Ratsherr in Lübeck. Seine Tochter Caroline Ilsabe heiratete Friedrich Christoph Perthes. Im Mittelpunkt seines Lebens im Wandsbecker Haus standen die Kinder. Mit ihnen und für sie feierte er zahllose Feste. Seine Einstellung zum Glauben und zum Leben wird besonders deutlich in seinem Brief „an meinen Sohn Johannes“ von 1799.
Am 12. August 1774 wurde Matthias Claudius in die Hamburger Freimaurerloge Zu den drei Rosen aufgenommen. Ab 1777 war er drei Jahre lang Redner der Andreasloge Fidelis. Die Loge Zur goldenen Kugel besuchte er bis 1780, die Andreasloge etwas länger, wurde dann aber stillschweigend gestrichen. Vielleicht hing das mit dem Grafen Christian von Haugwitz zusammen, der ihn zur Loge gebracht hatte, nun aber auf seinem Familiengut einen Bund der Kreuzfrommen oder Johannis-Vertrauten mit den Grafen Friedrich und Christian zu Stolberg-Stolberg gründete, dem Claudius – laut Haugwitz – 1784 beitrat.
Durch Vermittlung Johann Gottfried Herders ging Claudius 1776 als Obercommissarius zur Oberlandkommission nach Darmstadt. Ab Anfang 1777 war er auch Redakteur der Hessen-Darmstädtischen privilegirten Land-Zeitung. Claudius kehrte jedoch bereits nach einem Jahr mit seiner Familie nach Wandsbeck zurück, da er sich mit den hierarchischen Verhältnissen der Residenzstadt Darmstadt nicht hatte arrangieren können. In Darmstadt nahm er als Zöglinge Johann Friedrich und Georg Arnold Jacobi in sein Haus, die Söhne des Philosophen und Kaufmanns Friedrich Heinrich Jacobi und dessen Ehefrau Betty. Mit ihm zogen Jacobis Söhne nach Wandsbek.
Obwohl die Zeitung nicht mehr erschien, publizierte Claudius weiterhin unter dem Namen Der Wandsbecker Bothe. In seinen Gedichten und Überlegungen verwendete er auch den Namen Asmus als Pseudonym. Seine Werke gab er ab 1775 in unregelmäßiger Folge unter dem Titel Asmus omnia sua secum portans heraus. Ab dem 4. Band 1783 überwogen religiöse Themen. Dabei trat seine ablehnende Haltung gegenüber der Aufklärung immer stärker hervor. Damit befand er sich in Übereinstimmung mit dem theologisch und politisch konservativen Emkendorfer Kreis. Einen mehrjährigen literarischen Streit führte Claudius deshalb mit August Adolph von Hennings, einem radikalen Befürworter sozialer und kirchlicher Neuerungen.

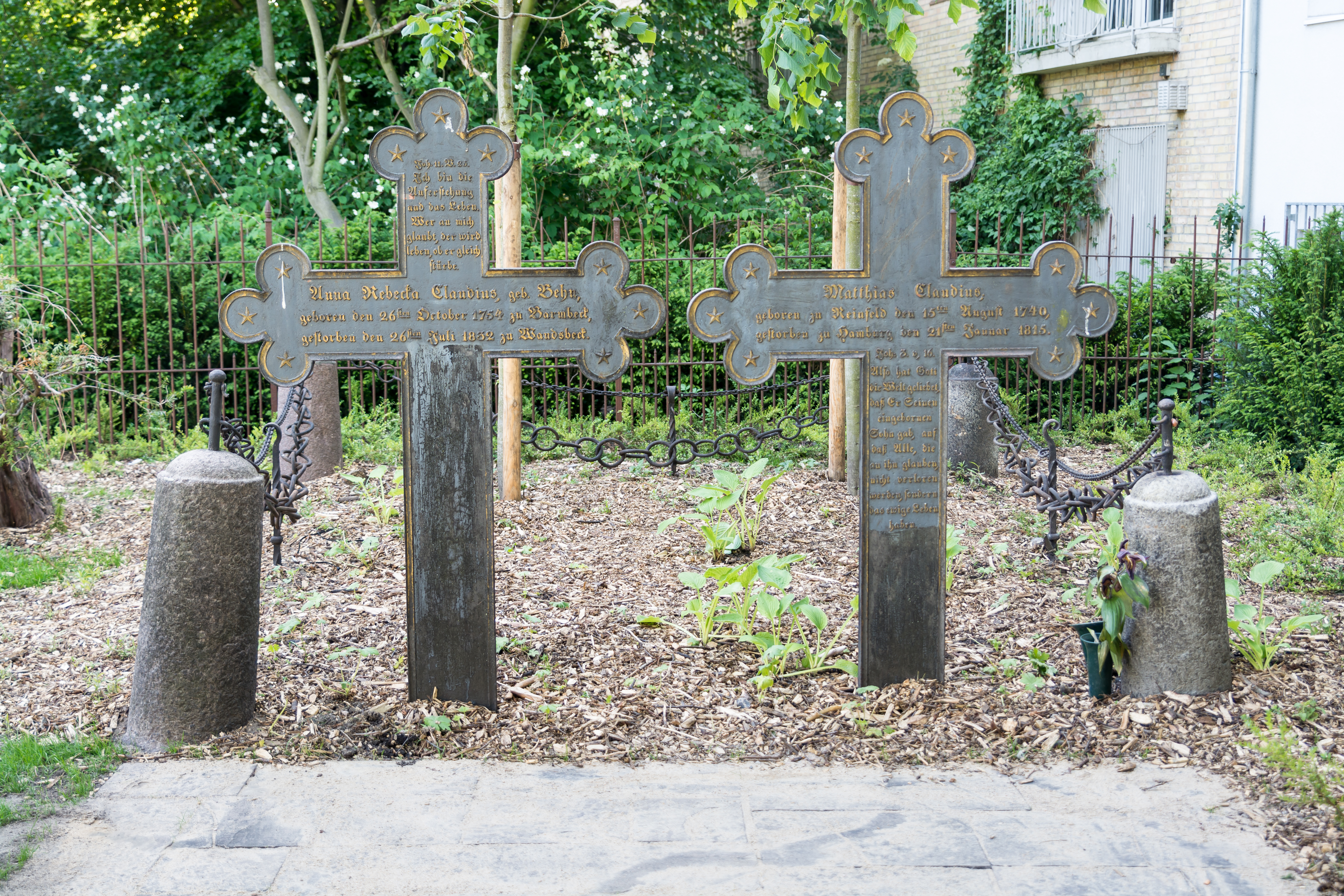
Das Grab von Rebekka und Matthias Claudius

Claudius’ finanzielle Lage war stets prekär, bis er ab 1785 einen Ehrensold des dänischen Kronprinzen Friedrich erhielt; diesen hatten die literarischen Qualitäten von Claudius überzeugt. Friedrich verschaffte ihm 1788 auch ein Revisorenamt bei der Schleswig-Holsteinischen Speciesbank im damals zum dänischen Gesamtstaat gehörenden Altona, das ihm ohne größere Einschränkung seiner literarischen Arbeit ein Auskommen sicherte, denn er musste lediglich viermal im Jahr zur Prüfung der Quartalsabschlüsse in Altona erscheinen.
In den Jahren 1800–1811 übersetzte Claudius Schriften von François Fénelon, der seit 1689 Erzieher des französischen Thronfolgers gewesen, aber wegen seiner aufklärerischen Schriften 1699 in Ungnade gefallen war.

### Letzte Jahre
Infolge der Kriegsereignisse um Hamburg (Franzosenzeit) floh Claudius 1813 über Westensee nach Kiel und Lübeck. Seine letzten Lebensmonate verbrachte der inzwischen Schwerkranke im Hause seines Schwiegersohns Friedrich Christoph Perthes, des Gründers des gleichnamigen Verlages, am Hamburger Jungfernstieg, wo Matthias Claudius am 21. Januar 1815 starb. Vier Tage später wurde er auf dem Historischen Friedhof Wandsbek bestattet. Später fand neben ihm seine Ehefrau Rebekka, die ihn um siebzehn Jahre überlebte, ihre letzte Ruhe.

## Familie

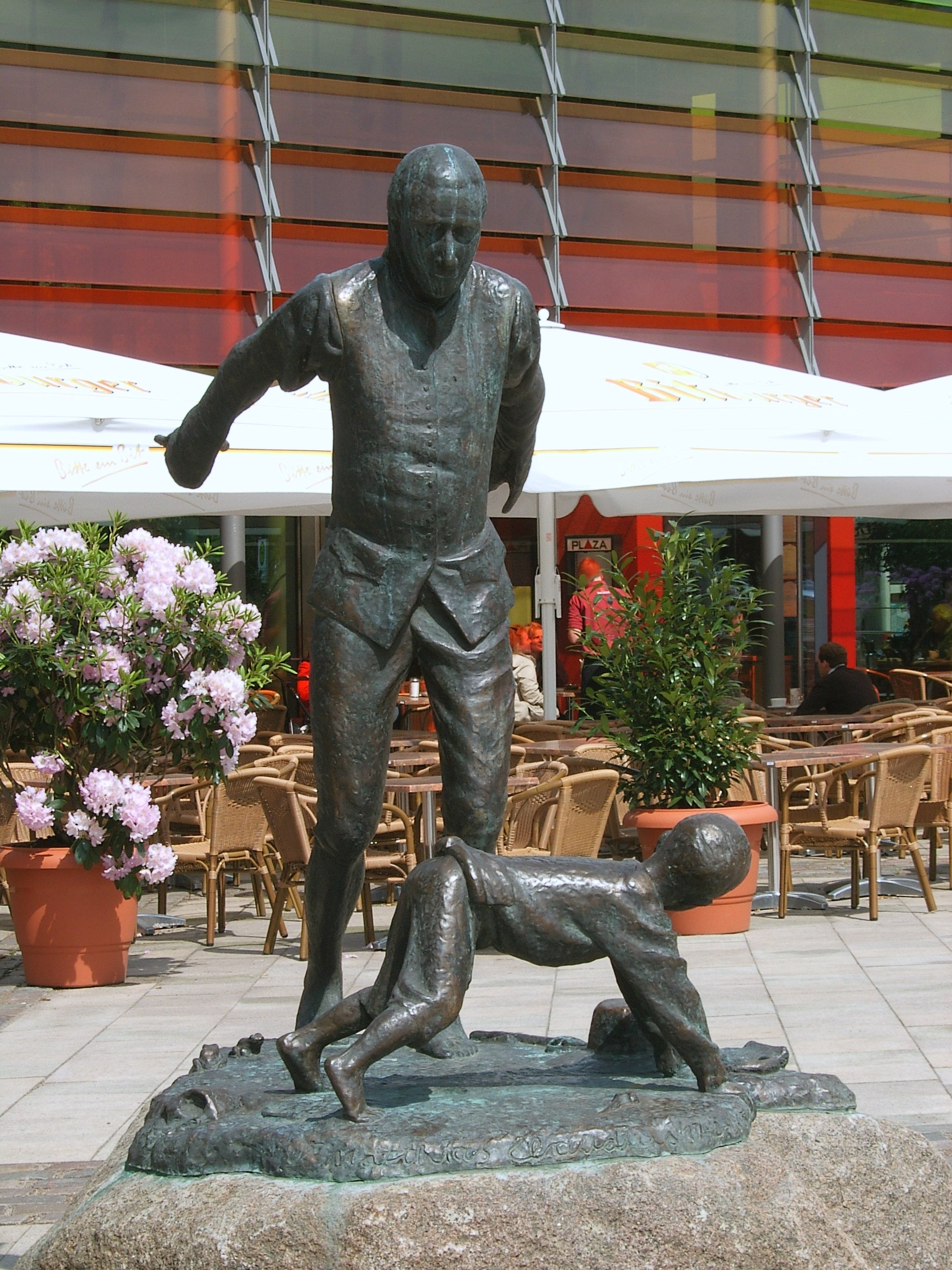
Die Skulptur stellt den Hamburger Dichter und „Wandsbeker Boten“ Matthias Claudius beim Sprung über einen seiner Söhne dar, ein altes Ritual aus dem 18. Jahrhundert

Claudius heiratete  im März 1772 in Wandsbeck die 17-jährige Anna Rebekka Behn (26. Oktober 1754 – 26. Juli 1832), Tochter des örtlichen Zimmermanns Joachim Friedrich Behn. Der erstgeborene Sohn Matthias starb am 30. September 1772 kurz nach der Geburt. Die übrigen sechs Töchter und fünf Söhne waren:
- Caroline Ilsabe (7. Februar 1774 – 28. August 1821) ⚭ Friedrich Christoph Perthes, Verlagsbuchhändler in Hamburg[6]
- Christiane Maria Augusta (23. November 1775 – 2. Juli 1796)
- Anna Frederike Petrina (4. Juni 1777 – 12. März 1856) ⚭ 1798 Maximilian Jacobi (1775–1858), Geh. Obermedizinalrat
- Augusta Ernestina Wilhelmina, genannt Auguste (2. September 1779 – 15. Januar 1856)
- Johanna Katharina Henriette, genannt Trinette (16. Mai 1781 –  31. Dezember 1863)
- Johannes (8. Mai 1783 – 5. August 1859), Pastor in Sahms bei Schwarzenbek ⚭  Anna Katharina Wilhelmina (Wilhelmine) Marschner (1789–1857)
- Carolina Rebekka Elisabeth, genannt Rebekka (15. Dezember 1784 – 6. August 1835) ⚭ 1819 Jakob Schröder (1770–1831), Pastor in Wandsbeck
- Matthias Heinrich  (1786–1788)
- Friedrich Matthias Jacobus (17. Mai 1789 – 27. Oktober 1862), Jurist und Bürgermeister von Lübeck ⚭ Johanna Wilhelmina (Wilhelmine) Momma (1791–1855)
- Augustinus Ernst Carl (19. Juli 1792 – 24. April 1854), Pastor in Blekendorf ⚭ Theresa Wilhelmina (Wilhelmine) Stavenhagen (1796–1867)
- Franziskus (30. Dezember 1794 – 25. November 1866), Pastor in Segeberg

## Gedenken

### Gedenkstätten

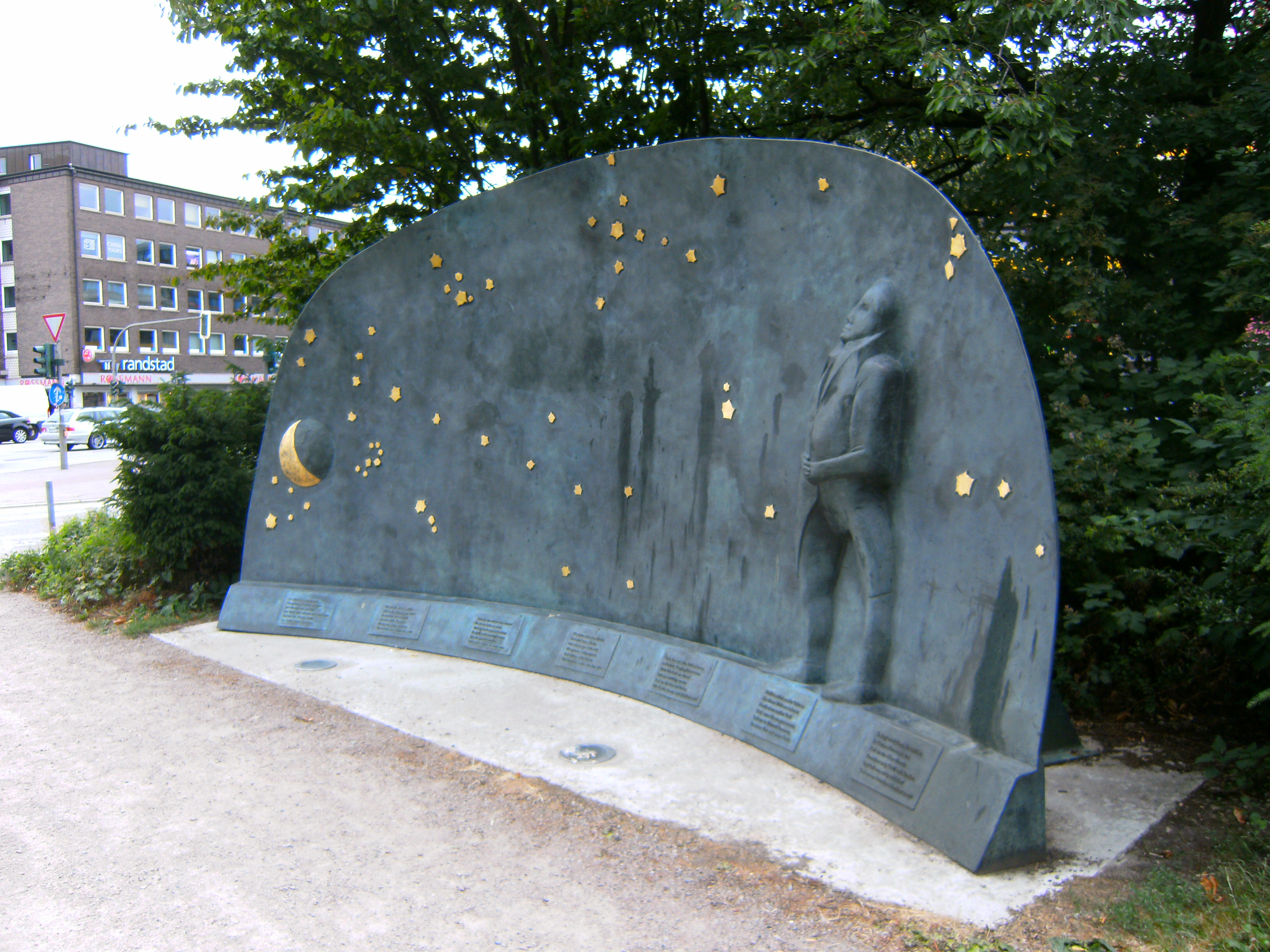
Hamburg, Historischer Friedhof Wandsbek: Denkmal von Waldemar Otto für Matthias Claudius, Blickrichtung Wandsbeker Allee

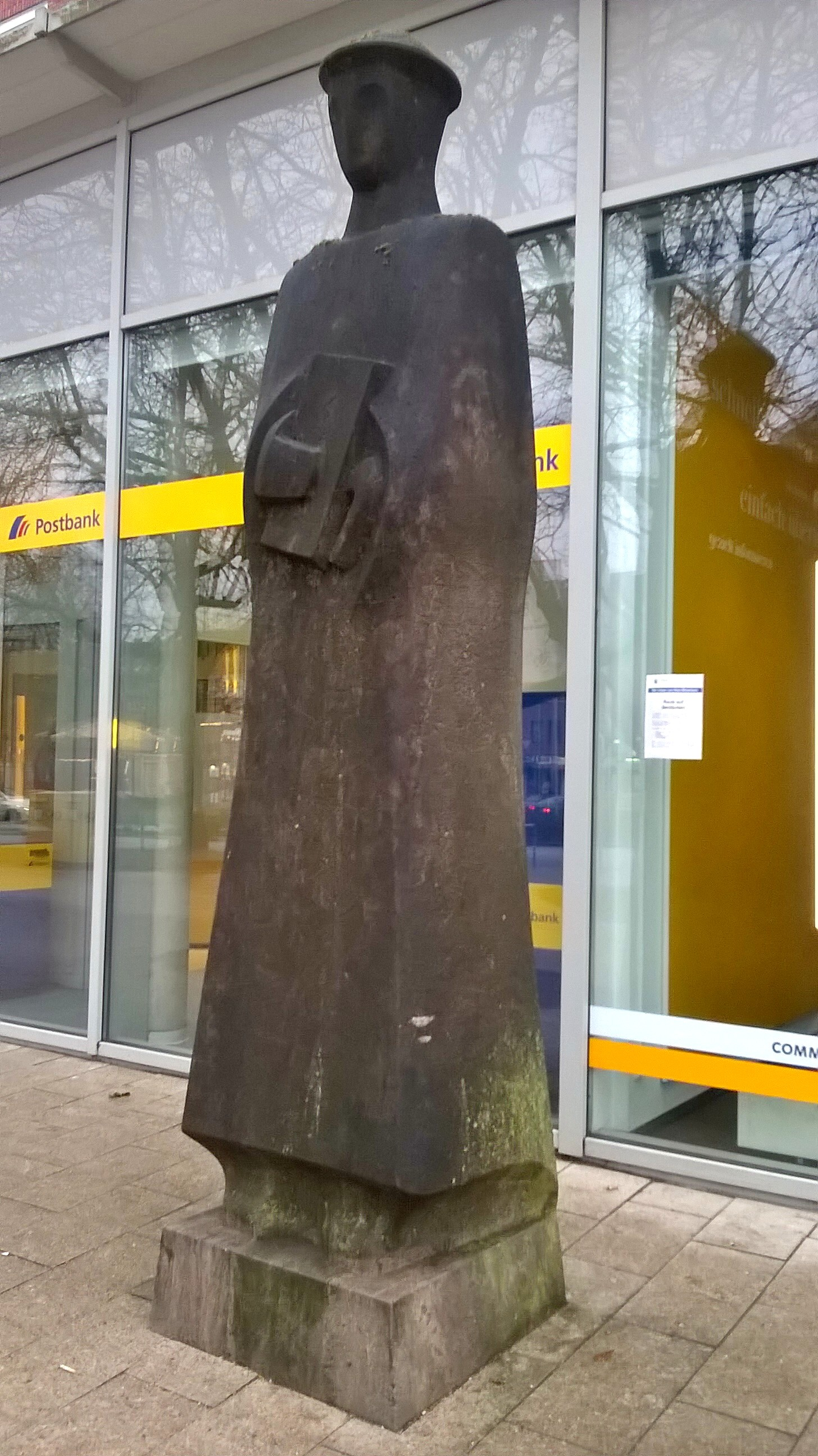
Der Bote von Pierre Schumann (1953), vor der Post am Wandsbeker Marktplatz

Matthias Claudius ist mit seiner Frau Rebekka und seiner Tochter Christiane (Gedicht Christiane) auf dem historischen (ehemaligen) Friedhof Wandsbek hinter der Wandsbeker Christuskirche begraben. An das Ehepaar Claudius erinnern zwei nebeneinander stehende Eisenkreuze mit goldener Inschrift, die durch eine Hecke vor dem Getriebe der Wandsbeker Marktstraße geschützt sind.
Auf dem Wandsbeker Marktplatz steht die Bronzeskulptur Ehrensprung von Bernd Stöcker aus dem Jahr 2000. Sie zeigt, wie Matthias Claudius nach der Ankunft eines neuen Kindes zum rituellen Freudensprung über eines seiner älteren Kinder ansetzt.
Am Fußweg durch das Wandsbeker Gehölz ist ein riesiger Findling als Gedenkstein gestaltet.
1989 ließ die Stadt Reinfeld am Ufer des Herrenteiches eine größere Gedenkstätte für ihren großen Dichter Matthias Claudius durch den Bildhauer Jörg Plickat errichten. Die dortige Mühle wurde nach ihm benannt.
2015 wurde zu seinem 200. Todestag  westlich des Historischen Friedhofs am Ring 2 ein weiteres, dem Abendlied gewidmetes Denkmal des Künstlers Waldemar Otto aufgestellt. Es zeigt den Dichter vor dem Sternenhimmel mit der Konstellation seines Geburtstages am 15. August 1740 und im Fußbereich die Strophen des Abendliedes.

### Claudius-Gesellschaft
Um die Erinnerungsstätten an Claudius und seine Familie zu erhalten und sein Werk zu verbreiten, wurde 1948 von dem Wandsbeker Pastor Wilhelm Jensen eine erste Matthias-Claudius-Gesellschaft gegründet, die heute unter dem Namen Claudius-Gesellschaft weiterbesteht. Sie entwickelte sich im Laufe der Jahre zu einer überregionalen literarischen Gesellschaft und fördert neben der Claudius-Forschung die seit 1992 jeweils im Herbst herausgegebenen Jahresschriften der Claudius-Gesellschaft.

### Gedenktag
21. Januar im Evangelischen Namenkalender.

### Weitere Ehrungen
In zahlreichen deutschen Orten sind Verkehrswege (Straßen, Plätze etc.) und Schulen nach Matthias Claudius benannt. In den Claudius-Jahren 1965 und 1990 erschienen Briefmarken zu seinen Ehren.

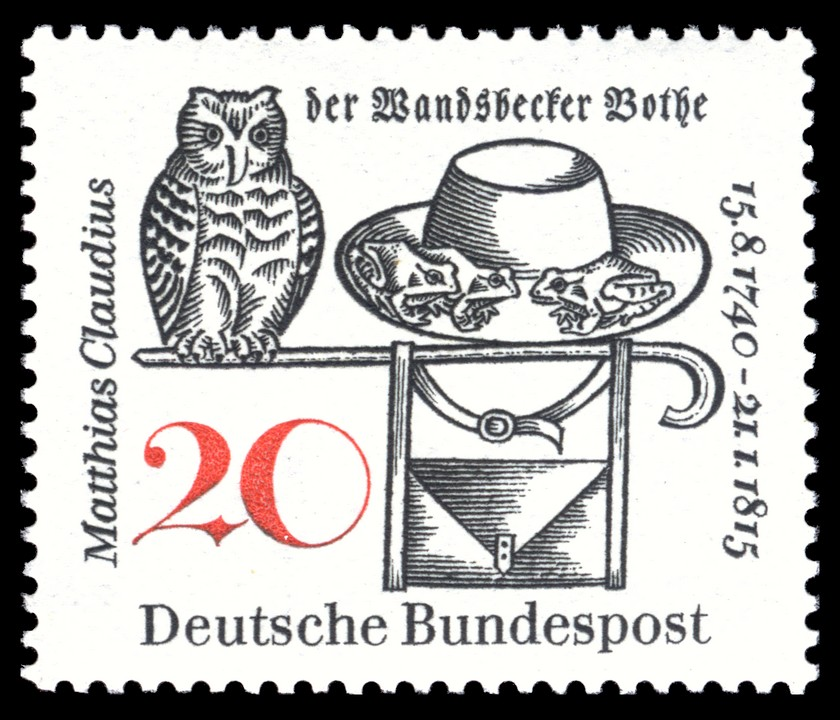
Briefmarke der Deutschen Bundespost (1965) zum 150. Todestag
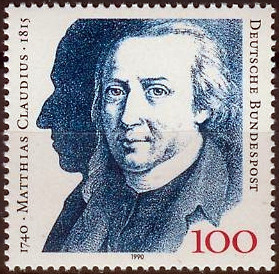
Briefmarke der Deutschen Bundespost (1990) zum 250. Geburtstag

## Werke
Claudius’ Werke erschienen zunächst verstreut in Musen-Almanachen und Zeitschriften, vor allem in Der Wandsbecker Bothe. Ab 1775 begann Claudius die mehrbändige Textsammlung Asmus omnia sua secum portans (oder Sämtliche Werke des Wandsbecker Bothen) zu veröffentlichen. Die zwischen 1770 und 1775 entstandenen ersten Bände erschienen 1775 in Hamburg. In unregelmäßigen Abständen folgten weitere Bände, der letzte 1812 mit Werken aus den Jahren 1803–1812.

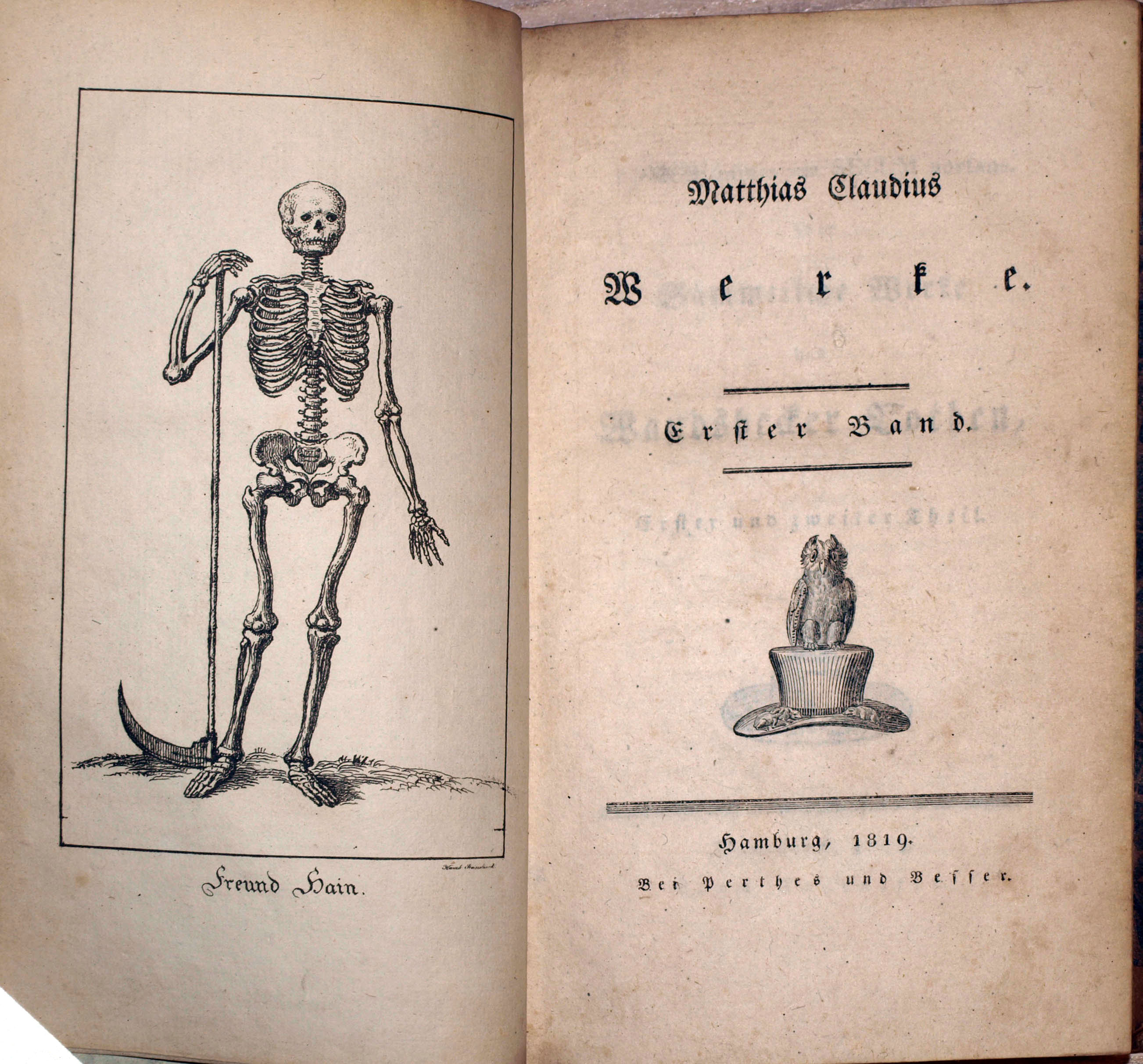
Erster Band der Werke
(Ausgabe 1819)

### Lyrik
- Der Philosoph und die Sonne[13]
- Der Tod und das Mädchen
- Der Tod steht schon am Orte...
- Der Mensch („Empfangen und genähret“)
- Christiane
- Die Sternseherin Lise
- Die Liebe
- Der Tod
- Ein Wiegenlied bei Mondschein zu singen
- Täglich zu singen
- Freimaurer-Trinklied („Auf und trinkt! Brüder trinkt!“) von 1774[14]
- Kriegslied: „’s ist Krieg!“
- Rheinweinlied („Bekränzt mit Laub den lieben vollen Becher“)
- Der Frühling. Am ersten Maimorgen
- An – als Ihm die – starb (Der Säemann säet den Samen)
- Kartoffellied („Schön rötlich die Kartoffeln sind und weiß wie Alabaster“)
- Wir pflügen und wir streuen
- Der Mond ist aufgegangen
- Im Winter
- Ein Lied hinterm Ofen zu singen[15]
- Urians Reise um die Welt[16]
- Phidile

### Briefe
- An meinen Sohn Johannes, 1799.

### Bücher
- Tändeleyen und Erzählungen. Reinfeld, 1762.
- Bei den Demütigen ist Weisheit. herausgegeben bei Hans Thun[17]
- Geschichte des egyptischen Königs Sethos, Breslau 1777/78 = Übersetzung des Romans Séthos… von Abbé Jean Terrasson, 1731/67[18] → Digitalisat (Erster Theil 1777)

### Biografien
- Harald Seubert: Matthias Claudius (1740–1815). Der Bote des christlichen Glaubens. MediaKern-Verlag, Wesel 2015, ISBN 978-3-8429-1306-6.
- Michael Pommerening: Matthias Claudius – Asmus, Andres, Görgel und Wandsbecker Bote. Mit einem Vorwort von Olaf Scholz. Mühlenbek-Verlag, Hamburg 2014, ISBN 978-3-9807460-9-0.
- Heiko Postma: »Kommt Kinder, wischt die Augen aus, Es gibt hier was zu sehen«. Über den Wandsbecker Boten Matthias Claudius (1740–1815). JMB Verlag, Hannover 2014, ISBN 978-3-944342-48-1.
- Reinhard Görisch: Matthias Claudius oder Leben als Hauptberuf. Francke Buchhandlung, 2. Auflage Marburg 2014, ISBN 978-3-86827-467-7.
- Reiner Strunk: Matthias Claudius. Der Wandsbecker Bote. Calwer Verlag, Stuttgart 2014, ISBN 978-3-7668-4293-0.
- Martin Geck: Matthias Claudius. Biographie eines Unzeitgemäßen. Siedler, München 2014, ISBN 978-3-88680-986-8, Rezension.[19]
- Günter Lange, Franz-Josef Payrhuber (Hrsg.): Matthias Claudius. In: Volkacher Bote. Zeitschrift der Deutschen Akademie für Kinder- und Jugendliteratur. Sonderheft 1, März 2011, ISSN 1863-2599.
- Annelen Kranefuss: Matthias Claudius: eine Biographie. Hoffmann & Campe, Hamburg 2011, ISBN 978-3-455-50190-2, Rezension.[20]
- Eckart Kleßmann: Der Dinge wunderbarer Lauf. Die Lebensgeschichte des Matthias Claudius. Beltz & Gelberg, Weinheim, 1995.
  - Neuauflage: TvR Medienverlag, Jena 2010, ISBN 978-3-940431-13-4.
- Matthias Claudius. In: Heinz Ludwig Arnold (Hrsg.): Kindlers Literatur Lexikon. 3., völlig neu bearbeitete Auflage. 18 Bde. Metzler, Stuttgart 2009, ISBN 978-3-476-04000-8, Bd. 4, S. 54–55 [Biogramm, Werkartikel zu Asmus omnia sua secum portans von Friedrich Springorum].
- Michael Pommerening, Sebastian Weber: Mit Claudius durch Wandsbek – eine Zeitreise mit Volker Lechtenbrink. 3 Audio-CDs, Mühlenbek-Verlag, Hamburg 2008, ISBN 978-3-9807460-5-2.
- Helmut Glagla, Dieter Lohmeier: Matthias Claudius. Ausstellung zum 250. Geburtstag (Katalog). Heide 1990.
- Werner Raupp: Matthias Claudius – der Weise von Wandsbeck. In: Werner Raupp: Werkbuch Kirchengeschichte. 52 Personen aus zwei Jahrtausenden. Giessen/Basel 1987, ISBN 3-7655-2870-6, S. 301–307 (Einführung), S. 46–47 (Quiz: Steckbrief).
- Kurt Hesselbacher: Gott, laß uns Dein Heil schauen – Leben und Schaffen des Wandsbecker Boten. Hrsg. Siegfried Heinzelmann, Konstanz 1985.
- Peter Berglar: Matthias Claudius mit Selbstzeugnissen und Bilddokumenten. Rowohlt, Reinbek bei Hamburg 1972, ISBN 3-499-50192-9.
- Urban Roedl: Matthias Claudius. Sein Weg und seine Welt. Rowohlt, Hamburg 1949.
- Wolfgang Stammler: Matthias Claudius, der Wandsbecker Bote. Ein Beitrag zur deutschen Literatur- und Geistesgeschichte. 1915.
- Urban Roedl: Claudius, Matthias. In: Neue Deutsche Biographie (NDB). Band 3, Duncker & Humblot, Berlin 1957, ISBN 3-428-00184-2, S. 266 f. (Digitalisat).
- Friedrich Wilhelm Bautz: CLAUDIUS, Matthias. In: Biographisch-Bibliographisches Kirchenlexikon (BBKL). Band 1, Bautz, Hamm 1975. 2., unveränderte Auflage. Hamm 1990, ISBN 3-88309-013-1, Sp. 1038–1044 (Artikel/Artikelanfang im Internet-Archive).
- Hagenbach, Plitt: Claudius, Matthias. In: Realencyklopädie für protestantische Theologie und Kirche (RE). 3. Auflage. Band 4, Hinrichs, Leipzig 1898, S. 134–136.
- Carl Christian Redlich: Claudius, Matthias. In: Allgemeine Deutsche Biographie (ADB). Band 4, Duncker & Humblot, Leipzig 1876, S. 279–281.
- Eduard Alberti: Lexikon der Schleswig-Holstein-Lauenburgischen und Eutinischen Schriftsteller von 1829 bis Mitte 1866 (1867 bis 1868), 1. Abt. A–L, Akademische Buchhdlg., Kiel 1867, S. 132, Nr. 320 (online).
- Hans Schröder: Lexikon der hamburgischen Schriftsteller bis zur Gegenwart, Band 1, Abatz – Dassovius. Hamburg 1851, Nr. 0602.
- Biographie des Dichters. In: Claudius: Der Wandsbecker Bothe (Familien-Bibliothek der deutschen Classiker, Band 31; Bibliographisches Institut, Hildburghausen/Amsterdam 1842).
- Detlev L. Lübker, Hans Schröder: Lexikon der Schleswig-Holstein-Lauenburgischen und Eutinischen Schriftsteller von 1796 bis 1828, 1. Abt. A–M, Verlag K. Aue, Altona 1829, S. 103ff., Nr. 204 (online).

### Periodika
- Reinhard Görisch (Hrsg.): Jahresschriften der Claudius-Gesellschaft 1992ff.

### Einzelthemen
- Ulrich Joost: Matthias Claudius: «Kriegslied». Über seinen Anlass, seine Entstehung und Wirkung, und dabei etwas zum «Brandgesang». In: Lichtenberg-Jahrbuch 2021. Universitätsverlag Winter, Heidelberg 2022, S. 49–62, ISBN 978-3-8253-4962-2.
- Reiner Andreas Neuschäfer: Von himmlischen Boten beim Wandsbecker Boten. Matthias Claudius und die Engel. In: Jahresschriften der Claudius-Gesellschaft. 18/2009, S. 5–22.
- Reinhard Görisch: 482 – Der Mond ist aufgegangen. In: Gerhard Hahn, Jürgen Henkys (Hrsg.): Liederkunde zum Evangelischen Gesangbuch. Band 8. Vandenhoeck & Ruprecht, Göttingen 2003, ISBN 3-525-50331-8, S. 68–73.
- Reiner Andreas Neuschäfer: „Der Mond ist aufgegangen“. Ideen, Impulse und Informationen in religionspädagogischer Perspektive. In: AUFBrüche. (PTI Drübeck) 12./2005 (Heft 1), S. 17–21.
- Friedrich Springorum: [Werkartikel] Asmus omnia sua secum portans. In: Heinz Ludwig Arnold (Hrsg.): Kindlers Literatur Lexikon. 3., völlig neu bearbeitete Auflage. 18 Bde. Metzler, Stuttgart 2009, ISBN 978-3-476-04000-8, Bd. 4, S. 54–55.

## Vertonungen und Aufnahmen
- Gerhard Schnitter: Am Himmel hell und klar. Hänssler Verlag, 2004.